# Schweizer Filmpreis/Beste Kamera
Sämtliche Gewinner des Schweizer Filmpreises in der Kategorie Beste Kamera werden hier aufgelistet. Der Preis wurde das erste Mal im März 2012 verliehen.
| Jahr | Preisträger                   | für den Film                 | Nominierungen                                                                                             |
| ---- | ----------------------------- | ---------------------------- | --- |
| 2012 | Lorenz Merz                   | Giochi d’estate              | Felix von Muralt für Eine wen iig, dr Dällebach Kari Ramòn Giger für Off Beat                             |
| 2013 | Camille Cottagnoud            | Winternomaden (Hiver nomade) | Peter Mettler für The End of Time Pietro Zuercher für Tutti giù – Im freien Fall                          |
| 2014 | Denis Jutzeler                | Left Foot Right Foot         | Lorenz Merz für Cherry Pie Felix von Muralt für Die schwarzen Brüder                                      |
| 2015 | Lorenz Merz                   | Chrieg                       | Pierre Mennel für ThuleTuvalu Lukas Strebel für Dora oder die sexuellen Neurosen unserer Eltern           |
| 2016 | Felix von Muralt              | Schellen-Ursli               | Pio Corradi für Giovanni Segantini – Magie des Lichts Gabriel Sandru für Köpek – Geschichten aus Istanbul |
| 2017 | Simon Guy Fässler             | Aloys                        | Ramòn Giger für Europe, She Loves Filip Zumbrunn für Miséricorde                                          |
| 2018 | Pio Corradi                   | Köhlernächte                 | Gabriel Lobos für Blue My Mind Piotr Jaxa für Tiere                                                       |
| 2019 | Peter Indergand               | Eldorado                     | Denis Jutzeler für Der Preis der Arbeit (Ceux qui travaillent) Gabriel Sandru für Der Unschuldige         |
| 2020 | Basil Da Cunha                | O fim do mundo               | Gabriel Sandru für Al-Shafaq – Wenn der Himmel sich spaltet Pierre Mennel für Immer und ewig              |
| 2021 | Filip Zumbrunn                | Schwesterlein                | Pietro Zuercher für Atlas Benny Jaberg für Not Me – A Journey with Not Vital                              |
| 2022 | Fabian Kimoto und Lorenz Merz | Soul of a Beast              | Gabriel Sandru für Azor Filip Zumbrunn für Und morgen seid ihr tot                                        |
| 2023 | Silvan Hillmann               | Unruh                        | Yunus Roy Imer für 99 Moons Marco Barberi für Jill                                                        |
| 2024 | Joseph Areddy                 | Bisons                       | Patrick Tresch für 2G Joseph Areddy für Rivière                                                           |
| 2025 | Gabriel Sandru                | Electric Child               | Ramòn Giger für E.1027 – Eileen Gray and the House by the Sea Gabriel Lobos für The Shameless             |